# Bill Withers
William Harrison (Bill) Withers (Slab Fork, West Virginia, 4 juli 1938 – Tarzana nabij Los Angeles, 30 maart 2020) was een Amerikaans soulzanger en componist.

## Jeugd
Withers was de jongste van zes kinderen. Withers' vader (William Harrison Withers senior) werkte in de kolenmijnen van Slab Fork en was tevens voorganger in de baptistengemeente; zijn moeder (Mattie Rose Galloway) was toen ze hem trouwde weduwe en moeder van vier kinderen. Withers groeide op in een huis van de Slab Fork Coal Company (het bedrijf waar zijn vader werkte). In oktober 1941 gingen zijn ouders apart wonen en in mei 1942 scheidden ze officieel. Withers ging in 1941 bij zijn tante Carrella Galloway Briggs wonen en in 1944 ging hij weer terug naar zijn moeder, die ondertussen in Beckley, West Virginia woonde. Hij ging hier naar de openbare East Park Elementary School en daarna naar de Stratton Junior High School. Withers kreeg een bijzondere band met zijn oma Lula Carter Galloway, die tot haar dood in 1953 bij de familie in huis leefde. Withers woonde vanaf 1948 tot diens dood in 1951 bij zijn vader in Slab Fork. Hij had diverse baantjes, waarmee hij zijn moeder financieel ondersteunde.

## Carrière
Vanaf zijn zeventiende werkte Withers bij de marine. Hij werd uitgezonden naar het Verre Oosten, waar hij begon te zingen. In 1967 ging hij weg bij de marine en verhuisde naar Los Angeles om een muziekcarrière te beginnen. Hij had hier een baan als toiletzetter in Boeing-vliegtuigen en maakte ondertussen ook demo's. Aanvankelijk toonde niemand interesse, maar toen Clarence Avant van Sussex Records begin 1970 een demo hoorde, tekende Withers een contract bij deze platenmaatschappij. Avant bracht Withers in contact met Booker T van Stax Records, die Withers' debuutalbum Just as I am produceerde (met coproductie van Al Jackson jr). Op dat album staan de hits Ain't No Sunshine (dat meteen een Grammy Award voor beste r&b-song kreeg) en Grandma's Hands (in 1996 gesampled door Blackstreet op hun hit No diggity).
In 1972 maakte Withers zijn tweede album Still Bill. Een van de nummers van dit album is Lean On Me. Dat nummer was gebaseerd op zijn jeugdervaringen in Slab Fork en de akkoorden lijken op de muziek die hij in de baptistenkerk hoorde. De muzikanten in het nummer zijn drummer James Gadson, toetsenist Ray Jackson, gitarist Benorce Blackman en bassist Melvin Dunlap. Een ander bekend nummer op dat album is Use Me. Ook bracht hij de albums Live at the Carnegie Hall (opgenomen in 1973), +'Justments (adjustments) en The Best of Bill Withers bij Sussex Records uit. Op +'Justments staat het nummer The Same Love That Made Me Laugh, dat hij al in 1968 had geschreven. Op de soundtrack voor de western Man and Boy (een film gemaakt door Bill Cosby) staat het nummer Better Days. In de zomer van 1975 maakte hij het duet It's All Over Now met Bobby Womack. Withers schreef en produceerde twee nummers voor Gladys Knight & the Pips. In 1974 speelde hij samen met James Brown, Etta James en BB King op het concert dat voorafging aan het historische boksduel tussen Muhammad Ali en George Foreman in Zaïre. Over het duel werd de documentaire When We Were Kings gemaakt en op de soundtrack van de film is de bijdrage van Withers tijdens het concert te horen.
Na een juridische strijd met Sussex Records stapte Withers in 1975 over naar Columbia Records. Columbia Records kocht ook de mastertapes van Withers. Op het eerste album dat hij voor Columbia Records maakte in 1975, Making Music, Making Friends stonden onder meer de nummers Make Love To Your Mind, Hello Like Before, Paint Your Pretty Picture en She’s Lonely. Het laatstgenoemde nummer stond ook op de soundtrack van de film Looking For Mr. Goodbar.
In 1976 kwam Naked and Warm uit.
Menagerie in 1977 was het volgende album dat bij Columbia Records uitkwam, met de grote hit Lovely Day, waarvan in 1988 een remix werd uitgebracht. Op dit album stond ook She Wants To (Get On Down) welke eveneens op de soundtrack van de film Looking For Mr. Goodbar stond.
Het album Bout Love kwam in 1978 uit. In 1985 kwam zijn laatste album Watching you, Watching me uit.
Withers was op dat moment gefrustreerd over de muziekindustrie en stopte met het maken van albums. Wel kwam er nog een aantal verzamelalbums uit, zoals Super Hits en Greatest Hits Lean On Me. Tot in de jaren negentig bleef hij toeren, maar daarna stopte hij ook daarmee. Withers heeft wel nog enkele duetten gemaakt, zoals Soul Shadows (met The Crusaders) en Just the Two of Us (met Grover Washington jr.). Dat laatste nummer was geschreven door percussionist Ralph MacDonald met wie Withers in 1984 In The Name Of Love opnam. Zijn laatste opname was Playing the Loser Again, een duet met Jimmy Buffett, dat verscheen op diens album License to Chill uit 2004. Voor dit album schreef Withers ook Simply Complicated.
Sinds 1997 leidde Withers de Mattie Music Group, een bedrijf dat zijn muziek beheert en vernoemd is naar zijn moeder.

## Tribute-concerten
In 2008 werd er naar aanleiding van een tribute-concert een documentaire (Still Bill) gemaakt over de 70-jarige Withers. Om diezelfde reden werd het eind mei 2011 door de Nederlandse televisie uitgezonden; Withers was te gast bij De Wereld Draait Door en beantwoordde de vraag of hij tijdens het tribute-concert zelf ook een nummer zou gaan zingen met "Dat is zoiets als Muhammad Ali weer zien boksen".
In 2015 werd Withers in de Rock and Roll Hall of Fame ingehuldigd door Stevie Wonder. Later dat jaar vond er weer een  tribute-concert plaats in de stijl van zijn album Live at Carnegie Hall; Withers hield een korte toespraak.
In februari 2017 werd hij in een talkshow geïnterviewd over de vluchtelingencrisis en het politieke klimaat in Amerika.

## Covers en samples
- De nummers van Withers werden door vele artiesten gecoverd, bijvoorbeeld door Sabrina Starke,  Barbra Streisand, Michael Jackson, Liza Minnelli, Tom Jones, Joe Cocker en Mick Jagger. Naast Blackstreet hebben ook andere artiesten zijn muziek gesampled.

## Privéleven
Van 1973 tot 1974 was Withers getrouwd met actrice Denise Nicholas, van 1976 tot zijn overlijden met Marcia Johnson. Withers' graf is te vinden in het Forest Lawn Memorial Park in de Hollywood Hills.

## Discografie

### Albums
| Album met eventuele hitnotering(en) in de Nederlandse Album Top 100 | Datum van verschijnen | Datum van binnenkomst | Hoogste positie | Aantal weken | Opmerkingen   |
| ------------------------------------------------------------------- | --------------------- | --------------------- | --------------- | ------------ | ------------- |
| Just as I am                                                        | 1971                  | -                     |                 |              |               |
| Still Bill                                                          | 1972                  | -                     |                 |              |               |
| Live at Carnegie Hall                                               | 1973                  | -                     |                 |              | Livealbum     |
| +'Justments                                                         | 1974                  | -                     |                 |              |               |
| Making music                                                        | 1975                  | -                     |                 |              |               |
| Naked & warm                                                        | 1976                  | -                     |                 |              |               |
| Menagerie                                                           | 1977                  | -                     |                 |              |               |
| Bout love                                                           | 1978                  | -                     |                 |              |               |
| Bill Withers' Greatest Hits, Just The Two of US & Soul Shadows      | 1980                  | -                     |                 |              | Verzamelalbum |
| Watching you, watching me                                           | 1985                  | -                     |                 |              |               |
| The collection                                                      | 1990                  | -                     |                 |              | Verzamelalbum |

### Singles
| Single met eventuele hitnotering(en) in de Nederlandse Top 40 | Datum van verschijnen | Datum van binnenkomst | Hoogste positie | Aantal weken | Opmerkingen                                          |
| ------------------------------------------------------------- | --------------------- | --------------------- | --------------- | ------------ | ---------------------------------------------------- |
| Ain't no sunshine                                             | 1971                  | 20-11-1971            | 21              | 6            | #19 in de Single Top 100                             |
| Lovely day                                                    | 1978                  | 11-03-1978            | 24              | 6            | #24 in de Single Top 100                             |
| Just the Two of Us                                            | 1981                  | 02-05-1981            | 11              | 10           | met Grover Washington jr. / #16 in de Single Top 100 |
| In the name of love                                           | 1984                  | 29-09-1984            | tip7            | -            | met Ralph MacDonald / #48 in de Single Top 100       |
| Lovely day (Sunshine mix)                                     | 1988                  | 15-10-1988            | 4               | 8            | #12 in de Single Top 100 / Remix door Ben Liebrand   |
| Ain't no sunshine (The eclipse mix)                           | 1989                  | 04-02-1989            | 26              | 5            | #26 in de Single Top 100 / Remix door Ben Liebrand   |
| Ain't no sunshine                                             | 2011                  | -                     |                 |              | #51 in de Single Top 100                             |

### NPO Radio 2 Top 2000
| Nummers met noteringen in de NPO Radio 2 Top 2000 | '99  | '00  | '01  | '02  | '03  | '04  | '05  | '06  | '07  | '08  | '09  | '10  | '11  | '12  | '13  | '14  | '15  | '16  | '17  | '18  | '19  | '20  | '21  | '22  | '23  | '24  |
| ------------------------------------------------- | ---- | ---- | ---- | ---- | ---- | ---- | ---- | ---- | ---- | ---- | ---- | ---- | ---- | ---- | ---- | ---- | ---- | ---- | ---- | ---- | ---- | ---- | ---- | ---- | ---- | ---- |
| Ain't No Sunshine                                 | 864  | -    | 771  | 969  | 761  | 570  | 851  | 1044 | 851  | 814  | 1099 | 649  | 298  | 217  | 209  | 257  | 244  | 263  | 259  | 451  | 472  | 160  | 323  | 459  | 442  | 454  |
| Just The Two Of Us (met Grover Washington jr.)    | -    | 1842 | -    | -    | -    | -    | -    | -    | -    | -    | -    | -    | -    | -    | -    | -    | -    | -    | -    | -    | -    | 1816 | 1268 | 1397 | 1641 | 1810 |
| Lean on Me                                        | -    | -    | -    | -    | -    | -    | -    | -    | -    | -    | -    | -    | -    | -    | -    | -    | -    | -    | -    | -    | -    | 1382 | -    | -    | -    | -    |
| Lovely Day                                        | 1567 | -    | 1385 | 1535 | 1722 | 1523 | 1800 | 1856 | 1781 | 1712 | -    | 1823 | 1634 | 1594 | 1387 | 1549 | 1308 | 1251 | 1293 | 1562 | 1658 | 913  | 1134 | 1290 | 1308 | 1446 |

1. ↑  Een '-' betekent dat het nummer niet was genoteerd en een vetgedrukt getal geeft de hoogste notering van een nummer aan.